# Вечна чистка
„Вечна чистка“ (на английски: The Forever Purge) е американски филм на ужасите от 2021 г. на режисьора Еверардо Гоут, по сценарий на Джеймс ДеМонако, който също е продуцент заедно с Джейсън Блум и Майкъл Бей. Оригинално е предвиден като последната част, служи като петия филм на поредицата „Чистката“ и е директно продължение на „Чистката 3 – Избори“ (2016). Във филма участват Ана де ла Регера, Теноч Уерта, Джош Лукас, Касиди Фрийман, Левън Рамбин и Уил Патън.
Отменен от оригиналната дата на юли 2020 по време на пандемията от COVID-19, филмът е пуснат на 2 юли 2021 г. от Universal Pictures.